# Vladimir Zhmudskiy
Vladimir Vladimirovich Zhmudsky (en russe : Владимир Владимирович Жмудский, né le 23 janvier 1947 à Lviv) est un joueur de water-polo soviétique (ukrainien), champion olympique en 1972.